# Maera fusca
Maera fusca är en kräftdjursart som först beskrevs av Charles Spence Bate 1864.  Maera fusca ingår i släktet Maera och familjen Melitidae. Inga underarter finns listade i Catalogue of Life.